# Leslee Olson
Leslee Olson (ur. 14 marca 1978) – amerykańska snowboardzistka. Nie startowała na igrzyskach olimpijskich. Na mistrzostwach świata najlepszy wynik uzyskała na mistrzostwach w Whistler, gdzie zajęła 18. miejsce w snowcrossie. Najlepsze wyniki w Pucharze Świata osiągnęła w sezonie 1996/1997, kiedy to zajęła 26. miejsce w klasyfikacji generalnej.
W 2006 r. zakończyła karierę.

## Sukcesy

### Mistrzostwa Świata
| Miejsce | Dzień       | Rok  | Miejscowość | Konkurencja    | Zwycięzca          |
| ------- | ----------- | ---- | ----------- | -------------- | ------------------ |
| 18.     | 16 stycznia | 2005 | Whistler    | Snowboardcross | Lindsey Jacobellis |

### Puchar Świata

#### Miejsca w klasyfikacji generalnej
- 1996/1997 - 26.
- 1997/1998 - 50.
- 1998/1999 - 124.
- 2001/2002 - -
- 2004/2005 - -
- 2005/2006 - 63.

#### Miejsca na podium
1. Mont-Sainte-Anne – 2 lutego 1997 (Halfpipe) - 2. miejsce
2. Mount Bachelor – 8 lutego 1997 (Halfpipe) - 3. miejsce